# Delfín indočínský
Delfín indočínský (Sousa chinensis) je druh delfína, který se vyskytuje v pobřežních vodách východní části Indického oceánu a západní části Pacifiku.

## Systematika
Druh poprvé vědecky popsal švédský přírodovědec Pehr Osbeck v roce 1765. Delfín indočínský taxonomicky spadá do rodu Sousa, jehož vnitřní systematika je již po staletí předmětem taxonomických debat a revizí. V literatuře z přelomu milénia se běžně uvádí, že jedinými představiteli rodu Sousa jsou delfín indočínský a delfín kamerunský. Postupně se však začaly kupit důkazy o morfologických i genetických odlišnostech některých populací delfína indočínského a v roce 2014 byly z delfína indočínského vyděleny hned dva různé druhy, a sice Sousa sahulensis z Austrálie a Nové Guineje, a Sousa plumbea z východní Afriky a jihozápadní Asie. Taxonomický problém však nadále představuje hraniční oblast S. plumbea a delfína indočínského, kterou představuje Bengálský záliv, kde se zdá, že se snad vyskytuje ještě další druh. Moderní taxonomové prozatím (stav k roku 2025) rozeznávají dva poddruhy delfína indočínského, a to:
- S. c. chinensis (Osbeck, 1765) – také zvaný čínský bílý delfín;[10][11]
- S. c. taiwanensis Wang, Yang and Hung, 2015[12] – takzvaný hongkongský růžový delfín.[10][11]

## Popis

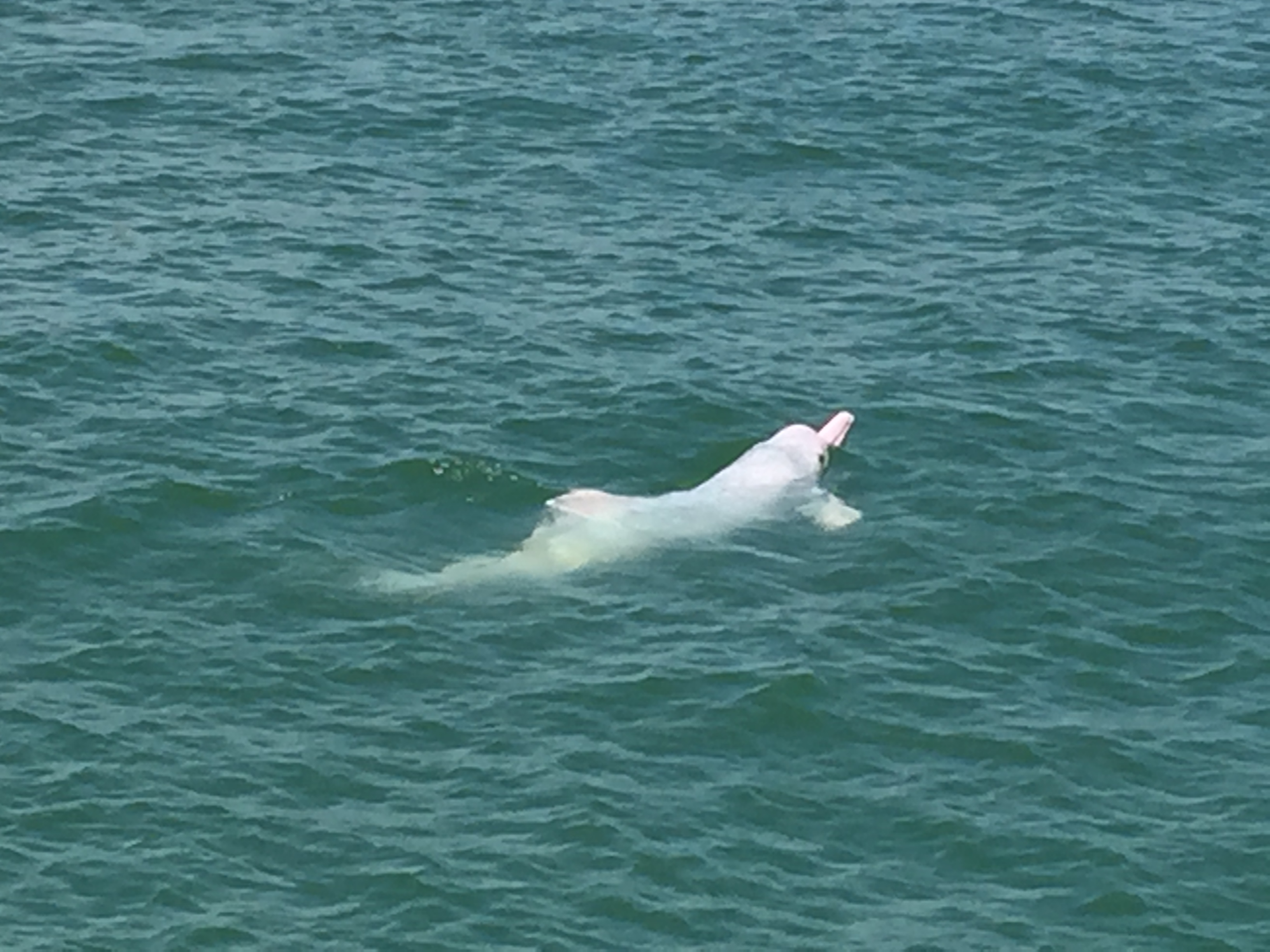
Subs.chinensis, tzv. čínský bílý delfín

Tento robustně působící delfín dosahuje délek kolem 2,6 m, samci mohou mohou být ještě o decimetr delší. Váží až 240 kg. Dlouhý zobák je zřetelně oddělen od melounu. Ploutve jsou široké a zakulacené. Zbarvení druhu je vysoce variabilní a liší se podle věku, pohlaví i lokality. Novorozeňata bývají tmavě šedá. Tato barva s věkem klesá a v jihovýchodní Asii se barví do růžova s menšími tmavšími skvrnami na horní polovině těla. Při nejmenším v jižní Číně tyto skvrny u dospělých samic mizí a růžová se mění na bílou, často s narůžovělým nádechem.

## Výskyt
Vyskytuje se v pobřežních vodách jižní a jihovýchodní Asie od střední Číny zhruba od ústí Jang-c’-ťiang na východě až po Urísu na západě. Taxonomický status západní části populace však zůstává nevyjasněn. Vyhledává především teplé proudy a nezřídka zaplouvá i do řek a mangrovů. Od jižní Nové Guineje na jih do Austrálie nahrazuje nahrazuje delfína indočínského příbuzný delfín Sousa sahulensis.

## Biologie a chování
Delfín indočínský je rybožravý. Občas následuje rybářské lodě, za kterými se krmí na zbytcích potravy vhozených do moře. Žije v menších stádech do 6, někdy až do 10 jedinců. Pohlavní dospělost samic nastává kolem věku 9–10 let, u samců kolem věku 12–14 let. Samice zabřezne jen jednou za 3–5 let a rodí pouze jedno mládě, které vykrmuje mateřským mlékem po dobu kolem 2–5 let.

## Ohrožení
Delfín indočínský je zranitelný druh. Je ohrožen především nechtěnými odlovy, které nastávají při interakcích delfínů indočínských s rybářským náčiním. V řadě oblastí je ohrožujícím faktorem druhu také znečištění moří, srážky s loděmi a obecně degradace přirozených stanovišť.